# Iglesia de la Conversión de San Pablo (Cádiz)
La iglesia de la Conversión de San Pablo, conocida como iglesia de San Pablo, de la ciudad de Cádiz (Andalucía, España) es un templo católico del siglo XVII que fue reconstruido en estilo neoclásico a finales del siglo XVIII.

## Historia
Se construye en el año 1678, a primeros de septiembre, simultáneamente con la "Casa de Mujeres Arrepentidas", Casa de recogidas de Cádiz, gracias a una donación de Jacinta Martínez de Susalaga, siendo obispo Juan de Isla (1677-1680).
Su actual diseño neoclásico responde a la reconstrucción llevada a cabo en 1787 por Torcuato Benjumeda. Esta es motivada por la estrechez de la Iglesia por lo que se plantea realizar una reforma para poder ubicarse forma definitiva y poder dar el culto debido a las imágenes la “Archicofradía de Penitencia de Nuestro Padre Jesús del Ecce-Homo, María Santísima de las Angustias y San Juan Evangelista” por un lado y la “Hermandad de Nuestra Señora del Sagrario de Toledo y su Compatrono el Señor San José” por otro.
Impulsadas por el “Señor D. Joseph Escalzo y Miguel Dignísimo Obispo de esta Diócesis” se realiza entre 1787 y 1789 por “acuerdo y a expensas” de ambas Hermandades, según consta en la correspondiente escritura con fecha 5 de octubre de 1789: «(…) adquiridas a las principales expensas de la dha. Cofradía de Penitencia del SSmo. Christo del Ecce Homo, en que igualmente ha intervenido la Citada del SSmo. Rosario de nuestra Señora del Sagrario; cuyos respectivos cofrades han concurrido a tan Santo objeto con sus propios caudales y no pocas limosnas que con su industria e incesante trabajo han recolectado entre los demás Fieles…».

## Descripción

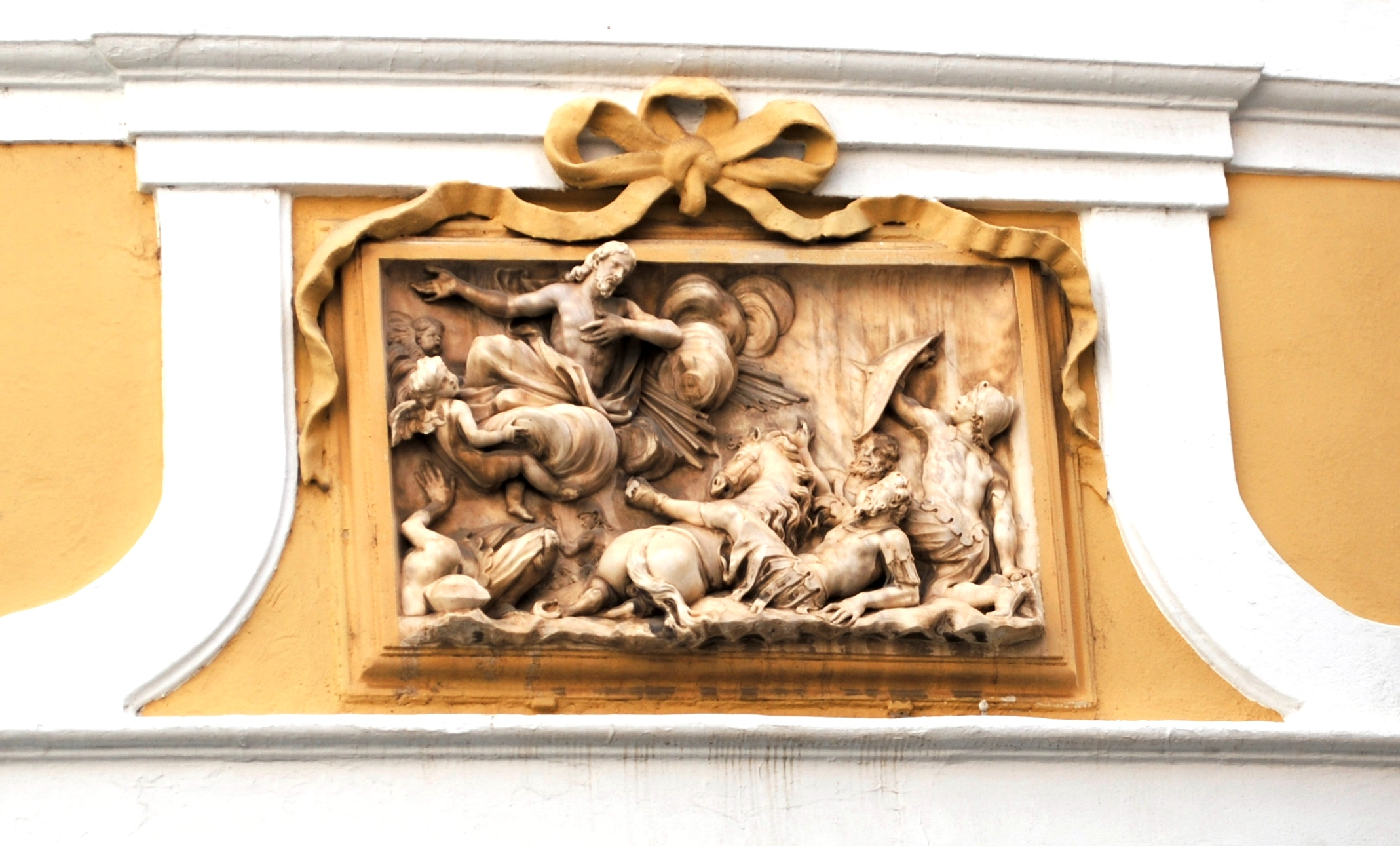
Escena de la conversión de San Pablo.

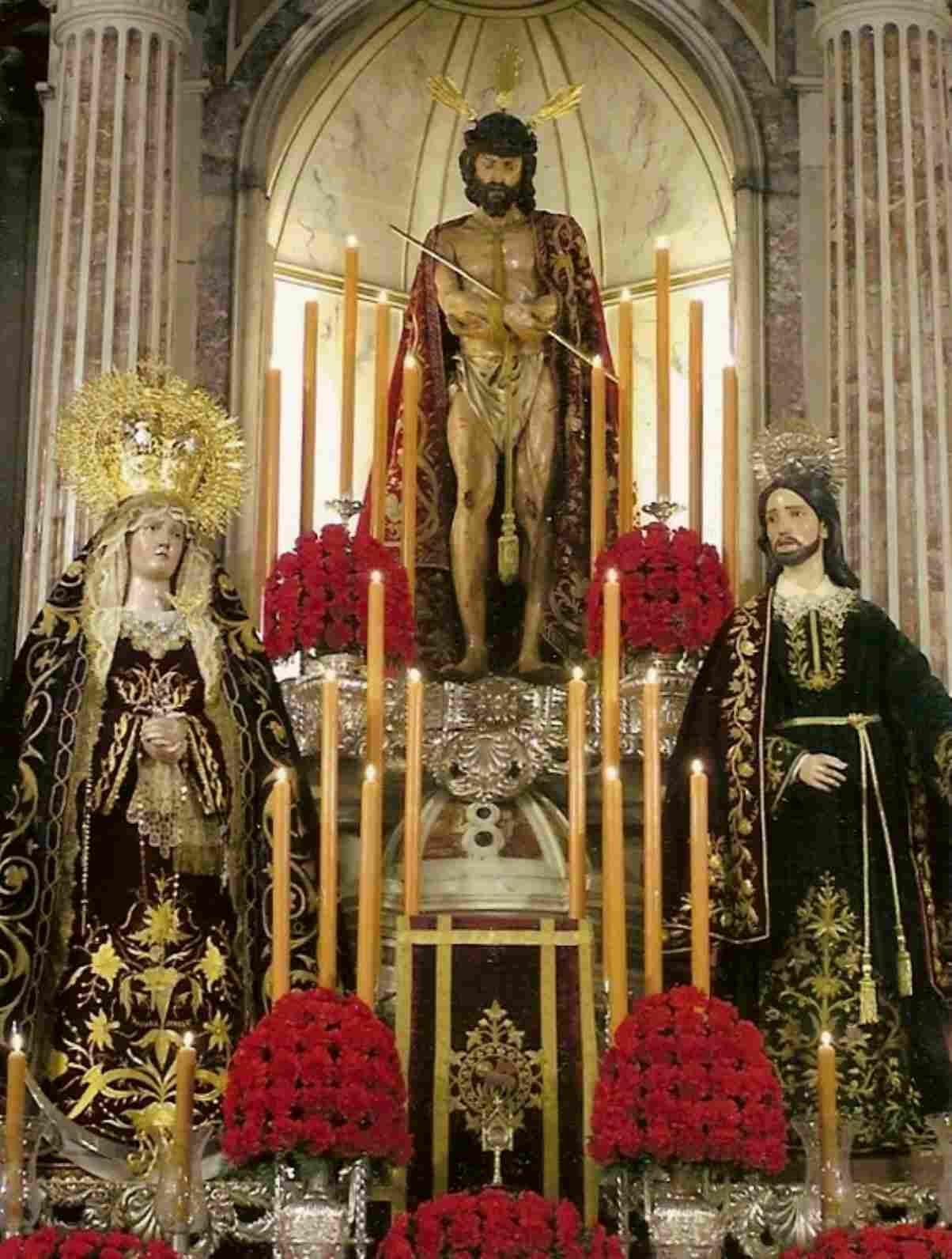
Ecce-Homo.

Tiene planta rectangular con una sola nave y atrio, la cabecera es cóncava y dos coros superpuestos se sitúan en alto sobre el atrio. Está dividida en tres tramos por medio de pilastras dóricas sobre las que corre un entablamento cuyo friso se decora con triglifos y la cubierta es de medio cañón con arcos tajones, con vanos en la actualidad ciegos, elevándose una cúpula semiesférica sobre pechinas ante el presbiterio, con varios vanos que permiten la iluminación. La fachada es dórica y se compone de dos cuerpos, enmarcado por pilastras el primero y rematado por un frontón triangular el segundo. Sobre el vano de acceso hay un relieve de mármol blanco que representa la Conversión de Pablo, obra enmarcable en la escuela genovesa de fines del siglo XVII, aunque también se atribuye a Cosme Velázquez. Los retablos responden al momento de la reforma neoclásica, todos ellos fueron realizados en mármoles de colores, salvo uno de los laterales que es de madera, de lo que resulta un armonioso conjunto entre los distintos elementos arquitectónicos.

### Retablos
El retablo mayor, construido en Génova según diseño del valenciano Manuel Tolsá en 1791, fue aprobado por la Academia de Bellas Artes de Cádiz, en junta celebrada el 18 de febrero de este año y se compone de un solo cuerpo flanqueado por columnas corintias de fuste estriado y rematado por frontón curvo al que se superpone un ático. Sobre el templete-manifestador se levanta la hornacina principal que alberga al Cristo del Ecce-Homo, Titular de la Real y Venerable Archicofradía de Penitencia de Nuestro Padre Jesús del Ecce-Homo, María Santísima de las Angustias y San Juan Evangelista imagen de madera policromada atribuido al escultor José Montes de Oca y fechable hacia 1730. La corona de espinas, es moderna, y fue tallada por José Miguel Sánchez Peña en la restauración del que fue autor en 1986. En el ático se encuentra una imagen barroca del Santo Titular del templo, también de madera policromada.
Sobre las puertas laterales de acceso a las dependencias hay dos lienzos que representan las lágrimas de San Pedro y la Magdalena penitente, pertenecen a la escuela pictórica gaditana del neoclásico y están firmados por J. García en 1808. Junto al retablo mayor, sobre un pedestal, se encontraba una talla de la Inmaculada Concepción realizada por José Montes de Oca en 1719, que hoy (2007) se sitúa en la mesa del retablo principal. Los ángeles lampareros que flanquean el presbiterio son tallas atribuibles al mismo autor que proceden de la desaparecida capilla de la V.O.T. (Venerable Orden Tercera) de los Descalzos.
El resto de los retablos de esta iglesia fue diseñado por Torcuato Benjumeda. El situado en el primer tramo del lado del Evangelio fue encargado por la Hermandad de la Virgen del Sagrario de Toledo de Cádiz y fue aprobado por la Academia de Bellas Artes el 18 de diciembre de 1795. Alberga en su hornacina la imagen de la titular, talla de candelero de mediados del siglo XVIII, flanqueada por las de San Joaquín y Santa Ana de igual cronología. El ático está ocupado por un lienzo que representa a la Trinidad, atribuido como el resto de las pinturas que decoran los retablos de esta iglesia, a Francisco Javier Riedmayer, pintor alemán afincado en Cádiz.
El segundo retablo es de cronología similar al anterior y está presidido por la imagen dieciochesca de candelero de San José, en el banco hay un lienzo que representa el tránsito de San José y en el ático otro con la Imposición del collar a Santa Teresa.
En el atrio se situaba un crucificado de escuela genovesa de madera policromada, obra de mediados del siglo XVIII, perteneciente a la Hermandad de la Virgen del Sagrario de Toledo, que muy recientemente (2007) ha pasado a ocupar un sitio junto a la puerta de la sacristía.
Del lado de la Epístola el último retablo es de madera policromada y está ocupado por una imagen contemporánea del Corazón de María y un lienzo que representa a San Luis Gonzaga en el ático.
A continuación se dispone el retablo dedicado a San Juan Evangelista, talla de candelero de mediados del siglo XVIII, ocupando el ático un lienzo que representa a San Juan Nepomuceno.
El último retablo de este lado se dedica a la Virgen de las Angustias, dolorosa de candelero del siglo XVIII, de escuela neoclásica, atribuida a José Fernández Guerrero. Estas dos últimas esfigies son también Titulares de la Archicofradía antes mencionada.En la pintura del ático figura el camino del Calvario, Inmediato a este retablo se encuentra un relieve barroco en madera policromada que representa la Encarnación, obra sevillana del siglo XVIII. Ambos retablos fueron realizados en 1804, también con mármoles de colores. Estos dos retablos fueron realizados en 1804 por la Archicofradía, tras un periodo de nueve años en que no se pudieron acometer por imposibilidad económica de afrontarlo.

## Culto
La iglesia de la Conversión de San Pablo, es un templo religioso de culto católico bajo la advocación al hecho de la Conversión de San Pablo.
- Otras veneraciones: Virgen del Sagrario, Corazón de María, San Juan Evangelista, Virgen de las Angustias.